# عبد الرحمن السوسي
عبد الرحمن السوسي (مواليد 30 يناير 2003) هو لاعب كرة قدم مغربي يلعب في نادي رويال أنتويرب البلجيكي. ولد في بلجيكا، ويُمثّل المنتخب المغربي للشباب.

## مسيرته الرياضية

### مع الأندية
في 3 يونيو 2021، وقع عقدًا احترافيًا لمدة ثلاث سنوات مع رويال أنتويرب.
ظهر لأول مرة في الدوري البلجيكي الممتاز مع أنتويرب في 25 يوليو 2021 في مباراة ضد كيه في ميخيلين.

### مع المنتخب
ولد السوسي في بلجيكا، وهو من أصل مغربي. تم استدعاؤه لمباريات ودية مع المنتخب المغربي تحت 20 عامًا ضد إسبانيا تحت 20 عامًا في أبريل 2022.

## روابط خارجية
- عبد الرحمن السوسي على موقع قاعدة بيانات كرة القدم.إي يو (الإنجليزية)
- عبد الرحمن السوسي على موقع Soccerway.com (الإنجليزية)